# ابوسعید ضریر گرگانی
ابوسعید ضریر گرگانی (جرجانی) (درگذشته ۸۴۵ میلادی) ریاضی‌دان و ستاره‌شناس ایرانی و شاگرد ابن‌الاعرابی بود. وی رساله‌ای را دربارهٔ مسائل زمین‌شناسی و 
از جرجانی دو رساله به نامهای مسائل هندسیة و استخراج خط نصف‌النهار من کتاب انالیما و البرهان علیه به جا مانده است.
دومین اثر موجود جرجانی، کتاب استخراج خط نصف‌النهار من کتاب انالیما و البرهان علیه‌ است که چهار فصل دارد. فصلهای اول تا سوم به ترسیم خط شمال ـ جنوب بر صفحه‌ای افقی، با استفاده از سه سایه نامساوی میله‌ای قائم در سه لحظه متفاوت یک روز مربوط می‌شود. در فصل چهارم روش تعیین جهات اصلی به وسیله سایه یک شاخص در لحظه مناسب، بیان شده است. ظاهراً فصل چهارم تألیف خود جرجانی است، اما فصلهای اول تا سوم مبتنی بر اثر گمشده‌ای به نام آنالما از دیودوروس اسکندرانی، دانشمند یونانی، در نظریه ساعتهای آفتابی است که در قرن اول پیش از میلاد می‌زیست.